# 沃利亞-科韋利西卡

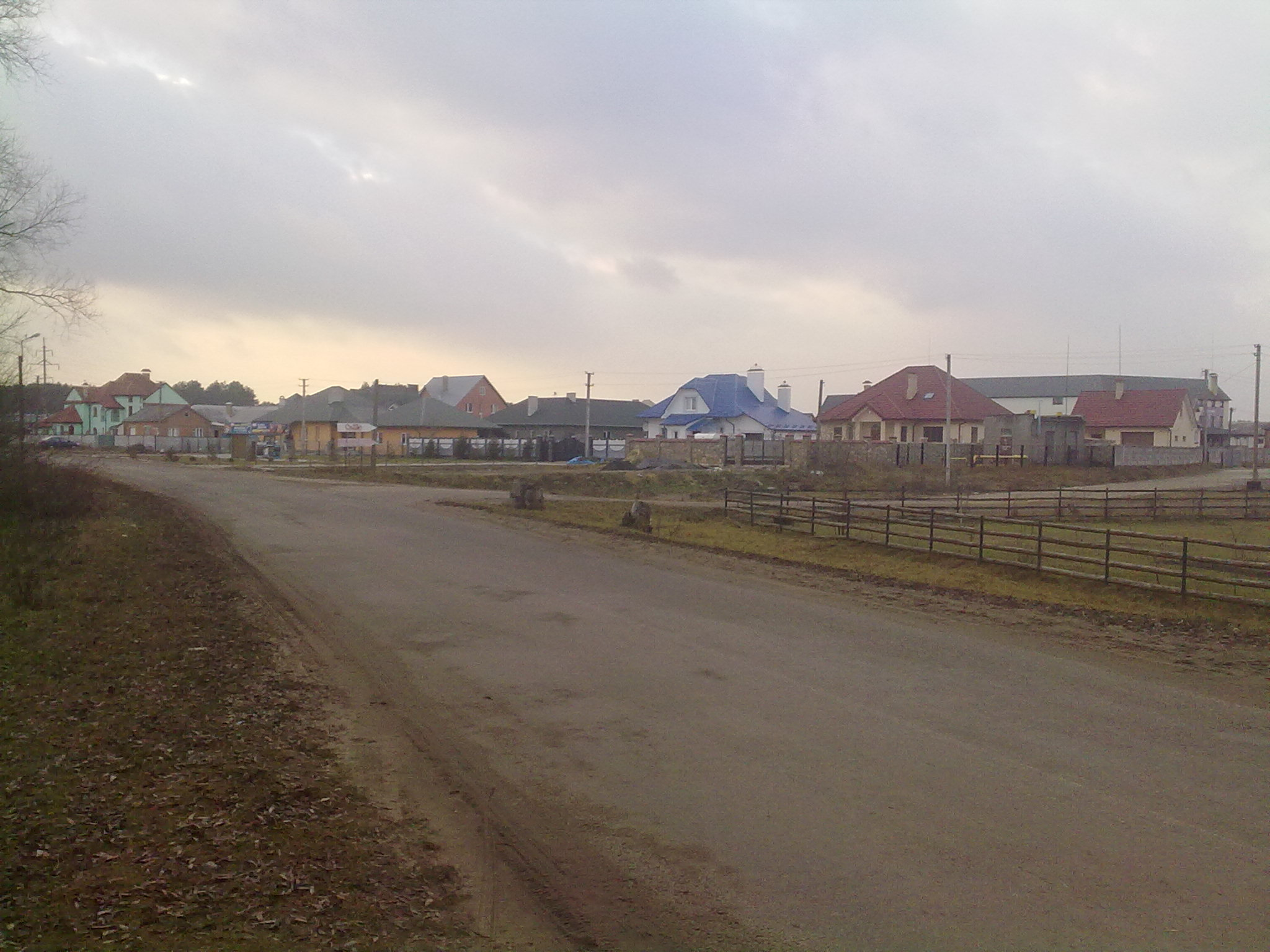

沃利亞-科韋利西卡（烏克蘭語：Воля-Ковельська），是烏克蘭的村落，位於該國西部沃倫州，由科韋利區負責管轄，面積2.49平方公里，海拔高度171米，2001年人口792，人口密度每平方公里317.69人。
51°11′41″N 24°42′10″E / 51.19472°N 24.70278°E